# Andrés Sás Orchassal
Andrés Sás Orchassal, eigentlich Andrés Orchassal Sás (* 6. April 1900 in Paris; † 25. Juli 1967 in Lima) war ein französischer Violinist und Komponist.

## Leben
Andrés Sás studierte in Belgien an der Musikakademie Brüssel-Anderlecht, später Theorie und Solfeggio bei Fernand Bauvias, Violine bei Alfred Marchot, Musikgeschichte bei Ernest Closson (1870–1950) und Kammermusik bei Paul Miry (1868–1926) am Königlichen Konservatorium Brüssel. Er setzte sein Violinstudium bei Johan Schmitt fort und studierte Harmonielehre, Kontrapunkt und Fuge bei Maurice Imbert. Später war er Konzertmeister im Orchester der Nationalen Gesellschaft Belgischer Komponisten. Im Jahr 1924 engagierte ihn die peruanische Regierung als Violindozent und Dirigent des Orchesters der Nationalen Musikakademie von Lima. Bis zu seinem Tod lebte er in Lima, einer seiner Schüler war Alejandro Núñez Allauca.

## Werke
- Canción India
- Poema Indio
- Sueño De Zamba
- Tres Estampas del Perú
- Rapsodia Peruana für Violine
- Danza Gitana
- La Patrona del Pueblo
- La Parihuana
- La Leyenda de la Isla de San Lorenzo
- Fantasía Romántica für Trompete

| Personendaten    | Personendaten                         |
| ---------------- | ------------------------------------- |
| NAME             | Orchassal, Andrés Sás                 |
| ALTERNATIVNAMEN  | Orchassal, Andrés (wirklicher Name)   |
| KURZBESCHREIBUNG | französischer Violinist und Komponist |
| GEBURTSDATUM     | 6. April 1900                         |
| GEBURTSORT       | Paris                                 |
| STERBEDATUM      | 25. Juli 1967                         |
| STERBEORT        | Lima Peru                             |